# Droga międzynarodowa T81
Droga międzynarodowa T81 – byłe oznaczenie drogi, prowadzącej ze Szczecina przez Stargard, Wałcz, Piłę, Bydgoszcz, Toruń, Sierpc i Płońsk do Siedlina.
Droga T81 stanowiła bezpośrednie połączenie dróg międzynarodowych E14, E74 oraz państwowej nr 18 z drogą międzynarodową E81. Istniała w latach 70. i 80. XX wieku, wcześniej będąc drogą państwową nr 19 oraz 47 na odc. Bydgoszcz – Toruń. Obecnie z dawną trasą pokrywa się droga krajowa nr 10, z wyjątkiem odcinka Bydgoszcz – Toruń znajdującego się w ciągu drogi krajowej nr 80.
Oznaczenie T81 zlikwidowano w lutym 1986 roku, w wyniku reformy sieci drogowej.

## Historyczny przebieg T81
- województwo szczecińskie
  - Szczecin  46  E14   E74   16   18 
  - Stargard Szczeciński
- województwo gorzowskie
  - Recz
- województwo koszalińskie
  - Kalisz Pomorski
- województwo pilskie
  - Wałcz  T83   285 
  - Piła  155 
  - Nakło nad Notecią
  - Bydgoszcz  48  E83   19   160   162
- województwo toruńskie
  - Toruń  36  E16   165   170
- województwo włocławskie
  - Lipno  167
- województwo płockie
  - Sierpc  109 
  - Drobin  T14   108
- województwo ciechanowskie
  - Płońsk  113 
  - Siedlin  10  E81

### Przebieg w Bydgoszczy
- lata 70.[2][3]

ul. Grunwaldzka – ul. Czerwonej Armii – ul. Jagiellońska – ul. Fordońska